# Neastacilla sirenkoi
Neastacilla sirenkoi is een pissebed uit de familie Arcturidae. De wetenschappelijke naam van de soort is voor het eerst geldig gepubliceerd in 1990 door Kussakin & Vasina.